# Airaphilus nubigena
Airaphilus nubigena is een keversoort uit de familie spitshalskevers (Silvanidae). De wetenschappelijke naam van de soort werd in 1863 gepubliceerd door Thomas Vernon Wollaston.